# Barrelfish

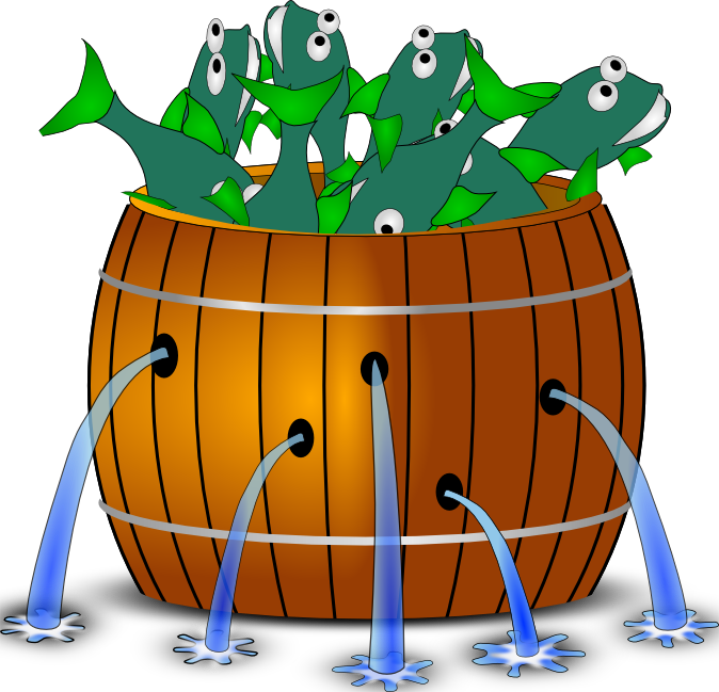

Barrelfish ist ein experimentelles Betriebssystem, das von Microsoft Research in Zusammenarbeit mit der ETH Zürich entwickelt wird. Barrelfish ist teils dramatisch anders als aktuelle Betriebssysteme, weil es speziell darauf ausgelegt wurde, eine möglichst hohe Ausführungsgeschwindigkeit auf Mehrkernprozessoren sowie eine breite Unterstützung unterschiedlicher Rechnerarchitekturen zu gewährleisten. Ein Großteil der Entwickler bei Microsoft Research war vor Barrelfish auch an Singularity beteiligt. Der Quellcode des Betriebssystems steht unter der MIT-Lizenz und kann kostenlos bezogen werden.
Die letzte Version 2020.03.23 wurde am 23. März 2020 veröffentlicht. Barrelfish wird nicht mehr aktiv entwickelt.